# Alberto Puig
Alberto Puig (ur. 16 stycznia 1967 w Barcelonie) – hiszpański motocyklista.

## Kariera

### 250 cm³
W Motocyklowych Mistrzostwach Świata Alberto po raz pierwszy pojawił się w 1987 roku. W średniej kategorii 250 cm³ wziął udział łącznie w pięciu wyścigach, debiutując w GP Holandii. Najlepiej zaprezentował się podczas GP Francji, gdzie zajął jedenaste miejsce.
W sezonie 1988 Puig związał się z zespołem Ducados-Ducati. Hiszpan wystartował w ośmiu rundach, spośród których dwie zakończył na punktowanych pozycjach. Zdobyte punkty sklasyfikowały go na 30. lokacie.
Rok 1989 był pierwszym dla Alberto w pełnym wymiarze oraz pierwszym na motocyklu Yamahy. W pierwszej piętnastce meldował się czterokrotnie, najlepiej spisując się podczas zmagań w Holandii, gdzie został sklasyfikowany na siódmym miejscu. Dorobek punktowy pozwolił Hiszpanowi zająć w klasyfikacji generalnej 18. pozycję.
W 1990 roku Puig wziął udział w ośmiu wyścigach w środkowej części sezonu. Sześć z nich ukończył, za każdym plasując się na premiowanych punktami lokatach. Najwyższą pozycję uzyskał podczas GP Belgii, gdzie zajął siódmą pozycję. W końcowej klasyfikacji uplasował się na 16. miejscu.
Sezon 1991 był ostatnim dla Hiszpana na maszynie marki trzech skrzyżowanych kamertonów. Alberto zaliczył łącznie dwanaście eliminacji, z czego pięć ukończył z dorobkiem punktowym. Po raz trzeci z rzędu najlepszą zajętą przez niego pozycją okazała się siódma lokata. Pomimo mniejszej ilości punktów ponownie został sklasyfikowany na 16. pozycji
Piąty rok startów w serii był przełomowym w karierze Puiga. Dosiadając motocykl Aprlilia, Hiszpan dwukrotnie stanął na podium, zajmując w GP Malezji oraz GP Węgier drugie i trzecie miejsce. Uzyskane punkty dały mu 6. lokatę na koniec sezonu.
W sezonie 1993 jego zespół powrócił do używania motocykli Hondy, po tym jak udziały w zespole wykupił były zawodnik MMŚ Sito Pons. Alberto ponownie znalazł się dwukrotnie na podium, plasując się podczas GP Europy i Czech na trzeciej pozycji. W ostatecznej klasyfikacji zajął 9. miejsce, pomimo przekroczenia po raz pierwszy w karierze granicy stu punktów.

### 500 cm³
W roku 1994 Puig awansował do najwyższej kategorii 500 cm³, w której ponownie reprezentował ekipę Ducados-Pons. Mając do dyspozycji maszynę Hondy, Hiszpan zanotował bardzo udany sezon, który okazał się najlepszym w jego karierze, podczas startów w pięćsetkach. Alberto ukończył wszystkie rundy, regularnie dojeżdżając w czołowej siódemce. W trakcie zmagań raz stanął na podium, zajmując podczas GP Niemiec trzecią lokatę. Solidny dorobek punktowy pozwolił Puigowi zająć 5. pozycję w końcowej klasyfikacji.
Sezon 1995 mógł być jeszcze lepszy w wykonaniu Hiszpana. W ciągu siedmiu wyścigów, Alberto trzykrotnie meldował się w czołowej trójce, odnosząc przy tym zwycięstwo w domej rundzie. Stał się tym samym pierwszym reprezentantem Półwyspu Iberyjskiego, który wygrał tamtejszą eliminację. Podczas treningów przed GP Francji, Puig miał wypadek, w wyniku którego złamał nogę. Kontuzja wykluczyła go tym samym z reszty sezonu. Zdobyte punkty sklasyfikowały go na 8. miejscu.
W 1996 roku Hiszpan miał mniej udany sezon, podczas którego uzyskał dorobek punktów mniejszy, aniżeli w zeszłym roku, po zaliczeniu zaledwie połowy wyścigów w kalendarzu. Jego słabszą formę mogła jednak tłumaczyć długotrwała rekonwalescencja. Na podium udało mu się stanąć w jednej rundzie, rozegranej na torze we Francji. Była to jednak jego ostatnia wizyta w pierwszej trójce. Ostatecznie w klasyfikacji generalnej uplasował się na 11. lokacie.
Rok 1997 był ostatnim w karierze Alberto, po którym zakończył karierę sportową. Miał wówczas zaledwie 30 lat. W ciągu sezonu Puig nie ukończył trzech rund, a poza tym we wszystkich znajdował się w czołowej piętnastce. Najlepszą lokatę uzyskał w GP Holandii, gdzie był piąty. Skromny dorobek punktowy pozwolił mu zająć 12. miejsce w końcowej klasyfikacji. Była to jednak najgorsza pozycja końcowa dla Puiga w najwyższej klasie.
Po zakończeniu kariery Hiszpan został menadżerem (jego podopiecznym jest m.in. Daniel Pedrosa). Alberto zajmuje się również prowadzenie Akademii Red Bull MotoGP, mającej na celu wspierać obiecujące talenty. Pomógł rozpocząć karierę takim motocyklistom, jak Casey Stoner, Toni Elías czy właśnie Daniel Pedrosa.

## Statystyki liczbowe
| Rok  | Klasa   | Zespół                    | Motocykl        | 1      | 2      | 3      | 4      | 5      | 6      | 7      | 8      | 9      | 10     | 11     | 12     | 13     | 14     | 15     | Punkty | Pozycja | Zwycięstwa |
| ---- | ------- | ------------------------- | --------------- | ------ | ------ | ------ | ------ | ------ | ------ | ------ | ------ | ------ | ------ | ------ | ------ | ------ | ------ | ------ | ------ | ------- | ---------- |
| 1987 | 250 cm³ | –                         | –               | JPN -  | ESP -  | GER -  | NAT -  | AUT -  | YUG -  | NED 20 | FRA 11 | GBR -  | SWE -  | CZE -  | RSM -  | POR 17 | BRA 20 | ARG 13 | 0      | –       | 0          |
| 1988 | 250 cm³ | Ducados Honda             | Honda NSR250    | JPN 25 | USA NC | ESP 14 | EXP 8  | NAT NC | GER 17 | AUT -  | NED -  | BEL -  | YUG -  | FRA -  | GBR -  | SWE NC | CZE -  | BRA 21 | 10     | 30      | 0          |
| 1989 | 250 cm³ | Ducados Yamaha            | TZ250           | JPN NC | AUS NC | USA 12 | ESP NC | NAT 16 | GER 23 | AUT 22 | YUG NC | NED 7  | BEL 13 | FRA 14 | GBR 16 | SWE NC | CZE 16 | BRA NC | 18     | 23      | 0          |
| 1990 | 250 cm³ | Ducados Yamaha            | TZ250           | JPN -  | USA -  | ESP -  | NAT -  | GER -  | AUT NC | YUG NC | NED 10 | BEL 7  | FRA 9  | GBR 15 | SWE 12 | CZE 11 | HUN -  | AUS -  | 32     | 16      | 0          |
| 1991 | 250 cm³ | Ducados Yamaha            | YZR250          | JPN 21 | AUS NC | USA NC | ESP 10 | ITA NC | GER -  | AUT -  | EUR -  | NED NC | FRA 19 | GBR 10 | RSM 17 | CZE 14 | VDM 11 | MAL 7  | 28     | 16      | 0          |
| 1992 | 250 cm³ | Ducados DC Sports Aprilia | Aprilia RSV 250 | JPN 6  | AUS NC | MAL 2  | ESP 7  | ITA 6  | EUR 8  | GER 6  | NED 4  | HUN 3  | FRA 6  | GBR NC | BRA 8  | RSA NC |        |        | 71     | 6       | 0          |
| 1993 | 250 cm³ | Ducados Honda-Pons        | Honda NSR250    | AUS 13 | MAL 8  | JPN 15 | ESP NC | AUT 9  | GER 11 | NED 9  | EUR 3  | RSM 10 | GBR NC | CZE 3  | ITA 5  | USA 4  | FIM 4  |        | 106    | 9       | 0          |
| 1994 | 500 cm³ | Ducados Honda-Pons        | Honda NSR500    | AUS 7  | MAL 5  | JPN 8  | ESP 6  | AUT 6  | GER 3  | NED 4  | ITA 4  | FRA 4  | GBR 7  | CZE 5  | USA 7  | ARG 5  | EUR 7  |        | 152    | 5       | 0          |
| 1995 | 500 cm³ | Fortuna Honda-Pons        | Honda NSR500    | AUS 7  | MAL 5  | JPN 5  | ESP 1  | GER 5  | ITA 3  | NED 3  | FRA -  | GBR -  | CZE -  | BRA -  | ARG -  | EUR -  |        |        | 99     | 8       | 1          |
| 1996 | 500 cm³ | Fortuna Honda-Pons        | Honda NSR500    | MAL 7  | INA 10 | JPN 9  | ESP 5  | ITA 12 | FRA 3  | NED 12 | GER 11 | GBR 11 | AUT 13 | CZE 12 | IMO 12 | CAT 7  | BRA 10 | AUS -  | 93     | 11      | 0          |
| 1997 | 500 cm³ | MoviStar Honda-Pons       | Honda NSR500    | MAL 7  | JPN 8  | ESP NC | ITA NC | AUT 8  | FRA 8  | NED 5  | IMO 12 | GER 10 | BRA 14 | GBR NC | CZE 13 | CAT 15 | INA 14 | AUS 15 | 63     | 12      | 0          |